# Obafemi Ayanbadejo
Obafemi Devin Ayanbadejo (5 de marzo de 1975 en Chicago, Illinois) es un jugador profesional de fútbol americano. Juega la posición de fullback. Actualmente es agente libre. Firmó como agente libre con Minnesota Vikings en 1997. Jugó como colegial en San Diego State.
También participó con Baltimore Ravens, Miami Dolphins, Arizona Cardinals y Chicago Bears en la National Football League y con California Redwoods en la United Football League. Ganó un anillo de Super Bowl con Baltimore Ravens en el Super Bowl XXXV.

## Estadísticas UFL
|           |        | Recepción | Recepción | Recepción | Recepción | Recepción | Carrera | Carrera | Carrera | Carrera | Carrera | Defensa | Defensa | Defensa | Defensa | Defensa | Defensa |
| Temporada | Equipo | N.º       | Yds       | Avg       | TD        | Lg        | Att     | Yds     | Avg     | TD      | Lg      | Tkl     | Ast     | Tot     | Sck     | Yds     | FF      |
| 2009      | CAR    | 4         | 24        | 6.0       | 0         | 11        | 1       | 2       | 2.0     | 0       | 2       | 2       | 1       | 2.5     | 0.0     | 0       | 0       |